# Komîșanî
Komîșanî (în ucraineană Комишани) este o așezare de tip urban din orașul regional Herson, regiunea Herson, Ucraina. În afara localității principale, mai cuprinde și satul Stepanivka.

## Demografie
Componența lingvistică a așezării de tip urban Komîșanî
     Ucraineană (84,81%)
     Rusă (14,32%)
     Alte limbi (0,62%)
Conform recensământului din 2001, majoritatea populației așezării de tip urban Komîșanî era vorbitoare de ucraineană (84,81%), existând în minoritate și vorbitori de rusă (14,32%).